# Paul Kont
Paul Kont (* 19. August 1920 in Wien; † 26. Dezember 2000 ebenda) war ein österreichischer Komponist.

## Leben
Paul Kont erhielt im Alter von zehn Jahren seinen ersten Klavierunterricht. Nach seinen Studien am Konservatorium der Stadt Wien (1939/40) und an der Akademie für Musik und darstellende Kunst (1945/1949), nahm Kont an den Darmstädter Ferienkursen (1951) teil (u. a. bei Wolfgang Fortner). Ferner studierte Paul Kont in Paris bei Darius Milhaud, Olivier Messiaen und Arthur Honegger.
In den 50er Jahren komponierte Paul Kont einige Werke für die Tänzerin und Choreografin Hanna Berger, er spielte aber auch eigene Kompositionen im Art Club. Eine dieser Kompositionen trägt den Namen eines der Lokale, in denen sich die Mitglieder trafen. Es handelt sich um die Strohkoffer-Suite für Violine und Klavier, die später Paul Konts Freund Friedrich Cerha für kleines Instrumentalensemble bearbeitete.
Einer breiteren Öffentlichkeit wurde Paul Kont durch sein mehrfach im Fernsehen ausgestrahltes Mysterienspiel "Inzwischen" nach W.H. Auden mit Helmut Qualtinger als Herodes bekannt.
Von 1969 bis 1980 war Kont Lehrbeauftragter an der Musikhochschule Wien für das Fach Komposition für audio-visuelle Medien, welches auf seine Initiative hin gegründet wurde. In den Jahren 1980 bis 1986 war er dort ordentlicher Professor für Komposition. Er entwickelte eine eigene Tonalität („Dritte Tonalität“).

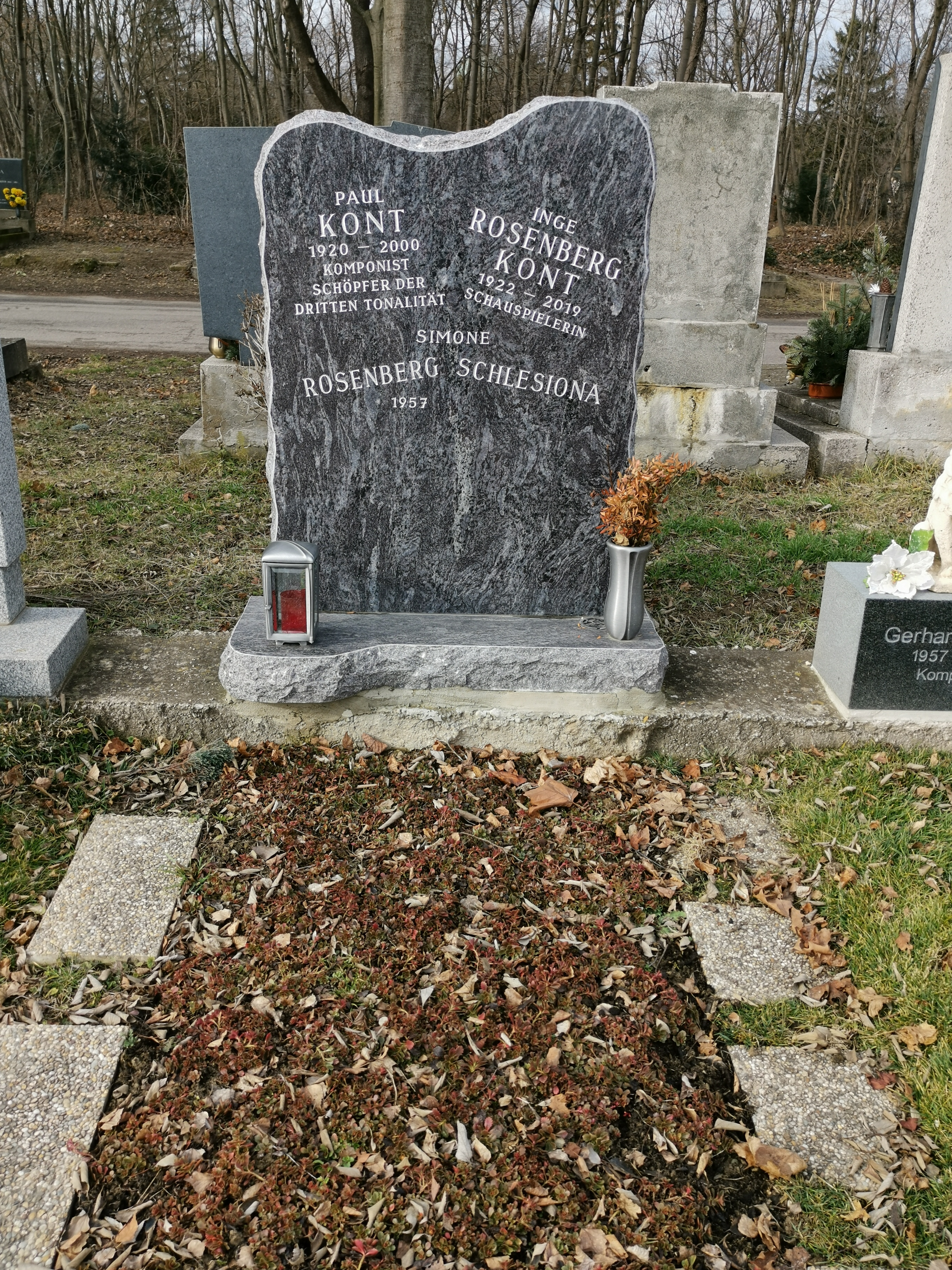
Grabstätte

Paul Kont starb nach langer Krankheit im Alter von 80 Jahren in Wien. Sein ehrenhalber gewidmetes Grab befindet sich in der Gruppe 40, Nr. 96 auf dem Wiener Zentralfriedhof. Er war verheiratet mit der Schauspielerin Inge Rosenberg (* 1922, † 2019).

## Ehrungen (Auswahl)
- 1951: Förderungspreis der Stadt Wien[5]
- 1975: Preis der Stadt Wien für Musik[6]
- 1990: Würdigungspreis des Landes Niederösterreich[7]

## Werke (Auswahl)

### Ensemblemusik
- Sieben ganz kleine Stücke – Duo für zwei Blockflöten (1940)[8]
- Zwei Lieder für Rona – Duo für Klarinette und Bassklarinette mit Solostimme Sopran nach einem Text von Kurt Moldovan (1942)[8]
- Sonate und Sonatine – für Streichquartett mit zwei Violinen, Viola und Violoncello (1944, ÜA 1981); UA 1983 Wien[8]
- Kammermusik – Quartett für zwei Violinen, Viola und Violoncello mit mittlerer Solostimme nach Texten von Josef Weinheber (1944, ÜA 1982)[8]
- Suite über E – Quintett für Flöte (auch Piccolo), Oboe, Klarinette, Fagott und Horn (1946); UA 1949 Musikverein Wien[8]
- Triptychon – Duo für Klavier und Violine (1946); UA 1947 Wiener Konzerthaus[8]
- Divertissement – Duo für Klarinette und Klavier (1947); UA 1947 Wiener Konzerthaus[8]
- Sechs Lieder – Duo für Bass und Klavier nach Texten von Joseph von Eichendorff (1947, ÜA 1976)[8]
- 3 afrikanische Liebessehnsuchtslieder – Trio für Flöte, Klavier und Violine mit Solofrauenstimme nach schwarzafrikanischen Texten (1947); UA 1950 ORF/Landesstudio Kärnten[8]
- Albumblätter – Duo für Klavier und Viola mit Solostimme Bass nach Dichtungen von Theodor Storm (1948, ÜA 1975); UA 1975 Stuttgart/Süddeutscher Rundfunk[8]
- Klage um den Freund – Trio für Flöte, Klavier und Violoncello mit Solostimme Mezzosopran nach Texten von Josef Weinheber (1948)[8]
- Divertimento – rio für Violine, Viola und Violoncello (1949); UA 1950 Wiener Konzerthaus[8]
- Spanische Skizzen – Duo für Klavier und Violine (1950); UA 1951 Wien/Art Club[8]
- Etüde für Streicher III – Quartett für zwei Violinen, Viola und Violoncello (1950, ÜA 1986); UA 1991 Wien[8]
- Strohkoffer – Suite für Violine und Klavier (1951); UA 1951 Wien/Art Club[8]
- Daphnis und Chloe – Duo für Klarinette und Violine (1952, ÜA 1981); UA 15. Dezember 1987 Musikverein Wien[8]
- Die traurigen Jäger – Septett für zwei Hörner, zwei Violinen, Flöte, Pauke und Kontrabass nach Texten von Paul Kont (1952); UA 1958 Wien[8]
- Drei kleine Stücke – Duo für Klarinette und Violine (1953, ÜA 1990); UA 1990 Wien/Österreichische Nationalbibliothek[8]
- Concertino – Quartett für Flöte, Oboe, Klarinette und Fagott (1954, ÜA 1980)[8]
- Drei Erinnerungen – Duo für zwei Violinen (1954); UA 1954 Wien[8]
- Bukolika – 15 Strophen für Oboe, Englischhorn und Fagott (1955); UA 1971 Konzerthaus Klagenfurt[8]
- Kantate – Sextett für Solovioline, Piccoloflöte, Es-Klarinette, Englischhorn, Bassklarinette und Kontrafagott (1956); UA 1956 Wien[8]
- Malinconia austriaca – Sechs Kammerskizzen für Klarinette, Violine, Viola, Violoncello, Kontrabass und Klavier (1959)[8]
- Zweites Bläserquartett – für Oboe, Klarinette, Horn und Fagott (1960)[8]
- Septett in gemischter Manier – Drei Sätze für Flöte, Klarinette, Fagott, Violine, Viola, Violoncello und Kontrabass (1961); UA 1963 Wien[8]
- Concerto lirico in maniera pura – Fünf Sätze für Quintett mit Flöte, Klarinette, Violine, Viola und Violoncello (1963); UA 1965 Wien[8]
- Schwedische Polka – für Klavier vierhändig (1964); UA 1965 Wien[8]
- Das österreichische Jahr – Quartett für Bariton, Violine, Klarinette, Violoncello und Klavier mit Solostimme nach Dichtungen von Josef Weinheber (1964); UA 1969 Warschau[8]
- Serenata a tre in maniera materiale – Sieben Sätze für Trio mit Flöte, Violine und Viola (1965); UA 1969 Warschau[8]
- Im Weinland – Quartettino für Violine, Klarinette, Violoncello und Klavier (1966)[8]
- Schritt IV – Septett für Piccoloflöte, Fagott, Trompete, Horn, Posaune, Violine und Kontrabass (1971, ÜA 1995)[8]
- Feldstücke – Quintett für Piccoloflöte, Es-Klarinette, Englischhorn, Kontrafagott und Klavier (1971); UA 1971 Wien[8]
- Blechmusik – Quintett für 2 Trompeten, Horn, Posaune und Tuba (1972); UA 1976 Wien[8]
- Finis Austriae – Eine Erinnerung in Streichquartetten für zwei Violinen, Viola und Violoncello nach Skizzen aus den Jahren 1936–1942 (1973, ÜA 1976); UA 1976 Österreichische Nationalbibliothek[8]
- Kleine Polyphonie – Duo für 2 Klarinetten (1973)[8]
- Fades Rondo – Duo für 2 Kontrabässe (1974)[8]
- Late Holidays – für Free Sound-Sextett (1975); UA 1975 Wien[8]
- Zwei Sonatinen – Duo für Flöte und Cembalo (1978)[8]
- Sonate – Duo für Viola mit Klavierbegleitung (1979); UA 1991 Hobokensaal/Österreichische Nationalbibliothek[8]
- Ballade – Duo für Viola und Gitarre (1980); UA 1980 Basel[8]
- Sonatine – Duo für Klarinette und Fagott (1980, ÜA 1982)[8]
- Romanzen – für Singende Säge und Klavier (1983); UA 1983 Alte Schmiede Wien[8]
- Drei Ritterstücke – Duo für Fagott und Klavier (1984); UA 1986 Linz[8]
- Walpurgisnachtmusik – zu Gustav Meyrinks Roman für Klarinette, Trompete, Viola, Kontrabass und Klavier (1988)[8]
- Album – Duo für Fagott und Harfe (1990); UA 1991 Brucknerhaus Linz[8]
- Four and a half Very Old Dances – Quartett für vier Fagotte (1992); UA 1993 Brucknerhaus Linz[8]
- Die zärtlichen Kinder – Quintett für Flöte, Oboe, Posaune, Akkordeon und Viola (1993)[8]
- Toccata – Cantata – Sonata – Duo für Klavier und Violine (1994); UA 1995 Helsinki[8]
- Skizzen – Trio für Piccoloflöte, Trompete in B und Kontrabass (1996)[8]
- Ave Maria – Duo für zwei Englischhörner und Solostimme Mezzosopran (1996)[8]

### Solomusik
- Tambourin – für Klaviersolo (1938, ÜA 1978)[8]
- Zwei Sonaten – für Klaviersolo (1945, ÜA 1946); UA Paris[8]
- Polyphone Übung – für Klaviersolo (1946)[8]
- Trio-Toccata – für Orgelsolo (1946)[8]
- Sonata – für Cembalosolo (1946); UA 1947 Wien[8]
- Zwölf Rundkanons – für Klaviersolo (1946)[8]
- Drei Tanzskizzen – für Klaviersolo (1947)[8]
- Palais Royal – für Klaviersolo (1948); UA 1975 Wien/Österreichischer Rundfunk[8]
- Variationen über Elementarschritte der Musik – für Klaviersolo (1950); UA 1950 Wiener Konzerthaus[8]
- Europäische Tänze – für Klaviersolo (1950); UA 1950 Wien[8]
- Pariser Walzer – für Akkordeonsolo (1952, ÜA 1994)[8]
- Infantilien – für Klaviersolo (1955, ÜA 1994)[8]
- Schwedische Mazurken – für Klaviersolo (1964); UA 1969 Dornbirn[8]
- Drei Stücke – für Klarinettesolo (1974); UA 1974 Wien[8]
- Romancero – für Klaviersolo (1978)[8]
- Zwei Veränderungen über den Diabelli-Walzer – für Klarinettesolo (1981); UA 1981 Graz/Österreichischer Rundfunk[8]
- Zwei Sonatinen – für Cembalosolo (1992); UA 1994 Konservatorium Wien Privatuniversität[8]
- Terzette – für Orgelsolo (1992)[8]
- Romancero – für Akkordeonsolo (1993); UA 1994 Linz[8]
- Cantata capricciosa – für Violinsolo (1994); UA 1995 Wien[8]
- Souvenir de Tango – für Akkordeonsolo (1996)[8]

### Orchestermusik
- Amores pastorales – für Streichorchester mit Oboensolo und Klarinettensolo (1950); UA 1952 Wien[8]
- Drei ernste Stücke – für Streichorchester (1956, ÜA 1975); UA 1976 Wien[8]
- Konzertante Streichersymphonie mit Quodlibet – für Streichorchester mit Violinensolo (1965); UA 1969 Radiokulturhaus[8]
- Amores infelices – für Streichorchester mit Klaviersolo (1969); UA 1969 Wien[8]
- Partita um D – für Streichorchester (1971, ÜA 1972); UA 1973 Radiokulturhaus[8]
- Der Raucher – für Streichorchester mit Violoncellosolo (1973); UA 1975 Wien[8]
- Vivaldi Monument – Triptychon für Antonio Vivaldi für Streichorchester (1978); UA 1980 Wien[8]
- Concertino – für Streichorchester mit Orgelsolo (1980); UA 1981 ORF/Landesstudio Kärnten[8]
- Serenade – für Streichorchester (1989); UA 1989 Wiener Konzerthaus[8]
- Konzertante Symphonie – für Streichorchester mit Baritonsaxophonsolo (1991); UA 1991 Musikverein Wien[8]
- The Raven – (Der Rabe) für Streichorchester mit Klaviersolo, Tonbandzuspielung und Sprecher nach Texten von Edgar Allan Poe (1995)[8]

### Bühnenmusik
- Amores pastorales – Kammertanzspiel nach Texten von Hanna Berger (1950, ÜA 1969); UA 1958 Österreichischer Rundfunk (ORF)[8]
- Indische Legende – Kurzoper nach Texten von Jörg Mauthe (1950); UA 1950 Wien[8]
- Annoncen – Kammertanzspiel nach Texten von Hanna Berger für Blockflöte, Klavier und Violine (1955); UA 1956 Wien[8]
- Traumleben – Ein musikalisches Märchen nach Texten von Jörg Mauthe und Franz Grillparzer (1958); UA 1963 Salzburger Landestheater[8]
- Monoballette – Kammertanzspiele nach Texten von Paul Kont (1963, ÜA 1969); UA 1964 Rom[8]
- Celestina – Musikalisches Schauspiel nach Fernando de Rojas (1966); UA 1966 Wien[8]
- Italia passata – Erste Orchestersuite, Ballett (1967); UA 1974 Teatro Nacional Caracas[8]
- Libussa – Festspiel zum Grillparzer-Jahr nach Texten von Ernst A. Ekker und Franz Grillparzer (1971); UA 1972 Österreichischer Rundfunk Fernsehen[8]
- Walpurgisnacht – Oper für Schauspieler nach Gustav Meyrink von Ernst A. Ekker (1973)[8]
- Plutos – Die Komödie des Aristophanes, Oper (1975); UA 1977 Stadttheater Klagenfurt[8]
- Komödie der Unart – Musik- und Tanzkomödie Nr. 3, Ballett (1978); UA 1978 Radiokulturhaus – Großer Sendesaal[8]
- K – Choreographische Szenen für Streichorchester, Ballett (1984); UA 1985 Stadttheater Klagenfurt[8]
- Arkadien – Bukolische Episoden für Tanz und Orchester, Ballett (1984)[8]
- Lebenslauf des Klavierlehrers – Romantische Tänze in E. T. A. Hoffmanns Manier, Ballett (1987)[8]

### Schriften
- Antianorganikum. Doblinger, Wien 1967.
- Paul Kont: Paul Kont - Kunst - Leben. Hrsg.: Manfred Wagner. Lafite, 2006, ISBN 3-85151-075-5.

### Filmografie
- 1951: Der Rabe (Kurzfilm)
- 1951: Wir zeichnen (Kurzfilm)
- 1952: Wienerinnen
- 1953: Flucht ins Schilf
- 1967: Inzwischen (TV)